# Johann Heinrich Pestalozzi
Johann Heinrich Pestalozzi (Zürich, 1746. január 12. – Brugg, 1827. február 17.) svájci pedagógus, a neveléstörténet egyik legnagyobb alakja. A szegény gyermekek nevelése és a népnevelés ügyében fejtette ki pedagógiai nézeteit.

## Élete
Pestalozzi családja szűkös körülmények között élt; sebészorvosként dolgozó apja korán meghalt, így Pestalozzit anyja és egy önfeláldozó cselédlány nevelte fel.
A Zürichi Egyetemen került kapcsolatba Lavaterrel és annak reformpárti híveivel. E találkozás hatására kezdett a polgárok jólétét növelő elképzelések irányába fordulni, azonban egyik barátja halálát követően eltávolodott a közvetlen politizálástól, és a nevelés került érdeklődése középpontjába. Huszonhárom éves korában, 1769 januárjában feleségül vette Anna Schulthesst, és megvásárolt egy földdarabot Neuhofban (Birr), ahol gazdálkodni kezdett. 

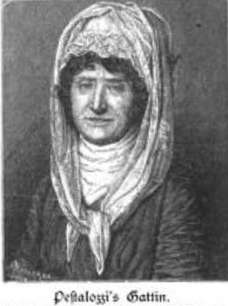
Anna Schulthess, Pestalozzi felesége

Ez a vállalkozása azonban a szakértelem teljes hiánya miatt hamar kudarcba fulladt. A sorozatos balsikerek után 1784-ben Neuhofban szegényintézetet létesített. Társadalmi támogatással szegény gyermekeket fogadott magához, hogy gyapotfonással és földműveléssel megtermeljék eltartásuk költségeit, és közben emberhez méltó nevelésben és oktatásban részesüljenek. Felesége áldozatos házvezetésével ketten több tucat gyermeket neveltek. Mintegy hatvan hitelezője adománya és felesége vagyona is elfogyott, s ötéves erőfeszítés után ez a vállalkozása is csődbe ment, és két évtizeden át számára nem nyílt más lehetőség, mint hogy írásban küzdjön eszméiért.
Irodalmi munkásságának ezt a korszakát az Egy remete esti órája (Die Abendstunde eines Einsiedler, 1780) című aforisztikus írása nyitja meg. A legnagyobb sikert Lénárd és Gertrúd (Lienhard und Gertrud I–IV., 1781–1787, magyar kiadása Zsengeri Samu fordításában, 1878) című regényes műve hozta; Pestalozzit e kötetéért a francia konvent 1792-ben a „Francia Köztársaság polgára” címmel tüntette ki. A francia forradalom ügye mellett tör lándzsát Igen vagy nem? (Ja oder Nein, 1793) című értekezése. E korszakát nagyívű történelemfilozófiai kísérlete, a Vizsgálódásaim a természet menetéről az emberi nem fejlődésében (Meine Nachforschungen über den Gang der Natur in der Entwicklung des Menschengeschlechts, 1797) zárja le.
1798-ban a fiatal Francia Köztársaság fellépése nyomán Svájcban is megdőlt a feudális rendszer, és megalakult a rövid életű „egységes és oszthatatlan” Helvét Köztársaság, amely Pestalozzi előtt is megnyitotta az érvényesülés útját. Ő azonban Stansban, egy a hadi események sújtotta vidéken létesülő árvaház gondját vállalta magára. Itt egyetlen gazdasszony segítségével 80 nélkülöző, züllésnek indult – részben beteg – gyermek gondozását-nevelését látta el egymaga. Féléves, hihetetlenül áldozatos munka után ezt a pedagógiai vállalkozását is fel kellett adnia. Erről a vállalkozásról ad számot Stansi levél címen ismertté vált írása (teljes címén: Pestalozzi levele egy barátjához stansi tartózkodásáról, Pestalozzis Brief an einen Freund über seinen Aufenthalt in Stans). Ekkor, 53 éves korában született az az elhatározása, hogy iskolamester akar lenni, és e mellett a törekvés mellett élete végéig kitartott. Még 1799-ben elkezdett tanítani Burgdorfban, Dysli suszter iskolájában. A következő évben azután néhány munkatársával a város kastélyában saját intézetet nyithatott.
1801-ben jelent meg legfontosabb elméleti-pedagógiai munkája, amelynek a kiadó a Hogyan tanítja Gertrúd gyermekeit? (Wie Gertrud ihre Kinder lehrt?) címet adta. A kötet és a Pestalozzi által vezetett intézet híre hamarosan messze Svájc határain túl is elterjedt. Közben azonban a politikai viszonyok Pestalozzi számára kedvezőtlenül alakultak. A köztársasági rend és a konzervatív erők mérkőzésének a I. Napóleon diktálta alkotmány vetett véget, amely – néhány polgári követelmény érvényesítése mellett – visszaállította a kantonális szervezetet, és biztosította a vagyonos réteg uralmát. A burgdorfi kastélyba a berni helytartó települt be. Pestalozzi intézete egy évre (1804) Münchenbuchseeba költözött, ahol átmenetileg Philipp Emanuel von Fellenberggel működött együtt. 1805-ben a Waadt (Vaud kanton) beli Yverdonban (Ifertenben) folytatta működését.
Az intézet a szó szoros értelmében világhírűvé lett. Virágkorában mintegy 20 tanítója és 150 növendéke volt, többnyire jómódú szülők gyermekei (Svájcon kívül számos más európai országból, de Amerikából és Dél-Afrikából is). Tömegesen keresték fel a pedagógia iránt érdeklődők, így például Magyarországról a Brunszvik nővérek és Esterházy Miklós herceg is. Hosszabb időt töltött az intézetben Váradi Szabó János is.
Közben 1818-ban Pestalozzi még egy kísérletet tett régi tervének megvalósítására. Az összes műveinek kiadásáért kapott előlegből Yverdon mellett, Clindyben szegényintézetet alapított. Ezt azonban csakhamar össze kellett vonnia az anyaintézettel, ami még csak fokozta az egyébként is súlyos problémákat. (A bajok fő forrása Pestalozzi két legkiemelkedőbb munkatársának, Johannes Niederernek és Josef Schmidnek a gyűlölségig fajuló ellentéte volt.) Pestalozzi végleg elkeseredve adta fel a küzdelmet 1825-ben, és visszatért a Neuhofba, unokájához. Itt már folytak az előkészületek egy újabb szegényintézet alapításához, amikor Pestalozzi 1827-ben a szomszédos Brugg községben elhunyt.

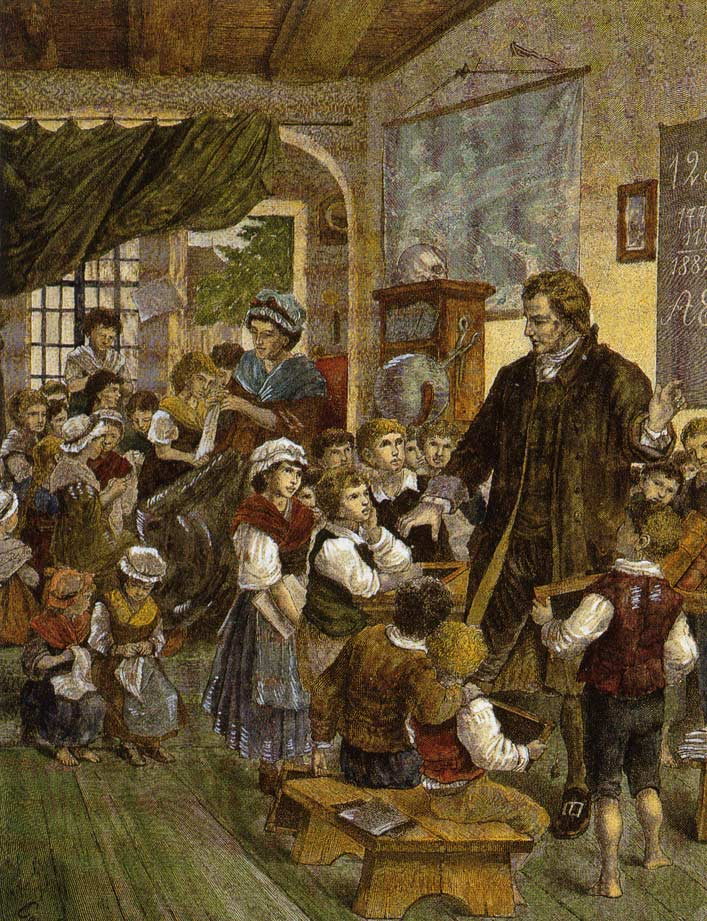
Pestalozzi és felesége a gyermekek közt

## Társadalomszemlélete
Pestalozzi olyan korban élt, amikor hazája mélyreható társadalmi átalakuláson ment át. Az 
abszolutisztikusan kormányzott kicsi városállam, Zürich csak rövid ideig élvezhette a polgári demokratikus rend előnyeit; a politikai fordulatok eredményeképpen a feudális uralkodó réteg és az újonnan meggazdagodott nagypolgárság hamarosan újraosztotta a hatalmi viszonyokat, melyből a szélesebb társadalmi rétegek már nem részesülhettek.
Társadalomszemléletét tekintve Pestalozzi minden önkény ellensége volt. Különösen mélyen átérezte hazája szegény népének jogfosztottságát, éles kritikával illette azonban a politikai rendszer alapjául szolgáló gazdasági viszonyokat is. Látta, hogy az ipari és pénztőke a még érvényben lévő céhes alkotmány mögött, a feudális kiváltságokra támaszkodva érdekeit még kíméletlenebbül tudja érvényesíteni, így elesett helyzetükből a szegénysorban élő embereknek a műveltség útján sincs módjuk kitörni.
A korabeli népoktatást Pestalozzi olyan épülethez hasonlítja, „amelynek legfelső emelete a tökéletes építőművészet csodája, de ezt csak kevesen lakják. … Legalul beláthatatlan embertömeg lakozik, melynek teljesen ugyanolyan joga van a napfényhez és a tiszta levegőhöz, mint a legfelső emeletieknek, azonban az ablaktalan lyukak undorító homályában magukra hagyják őket, sőt azoknak, akik semmi egyebet nem tesznek, csak fel merik emelni a fejüket, hogy a legfelső emelet lakóinak ragyogó életébe bepillantsanak, könyörtelenül kiszúrják a szemét.”
A bajok orvoslását közéleti fellépésének első időszakában még a feudális rend patriarkális viszonyainak eszményi formában való helyreállításától reméli, de a francia forradalmat már lelkesen üdvözli, és nem tagadja meg akkor sem, amikor a jakobinus terror hatására már sok külföldi híve elutasítja. A bontakozó új rendben azonban csalódnia kell, mert az sem szünteti meg a szegény nép nyomorúságát.
Pestalozzi gondolkodásmódjának figyelemreméltó vonása annak dialektikus jellege, melyet jól példáz a következő idézet is:
„Annyit hamar megláttam, hogy a körülmények teszik az embert, de éppen olyan hamar azt is láttam, hogy az ember alkotja a körülményeket, megvan benne a képesség, hogy azokat sok vonatkozásban a maga akarata szerint irányítsa.”
Pestalozzi a szegény népet akarta felemelni, de legalább sorsát elviselhetővé tenni akkor is, amikor a nevelés területére lépett, és ez a cél lebegett előtte mindvégig, még működésének azokban az évtizedeiben is, amikor körülményei a nép ügyének közvetlen szolgálatától messze elsodorták.

## Pedagógiája

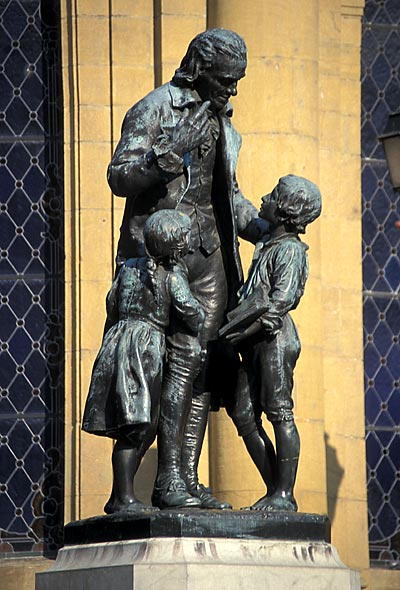
Pestalozzi emlékműve Yverdonban

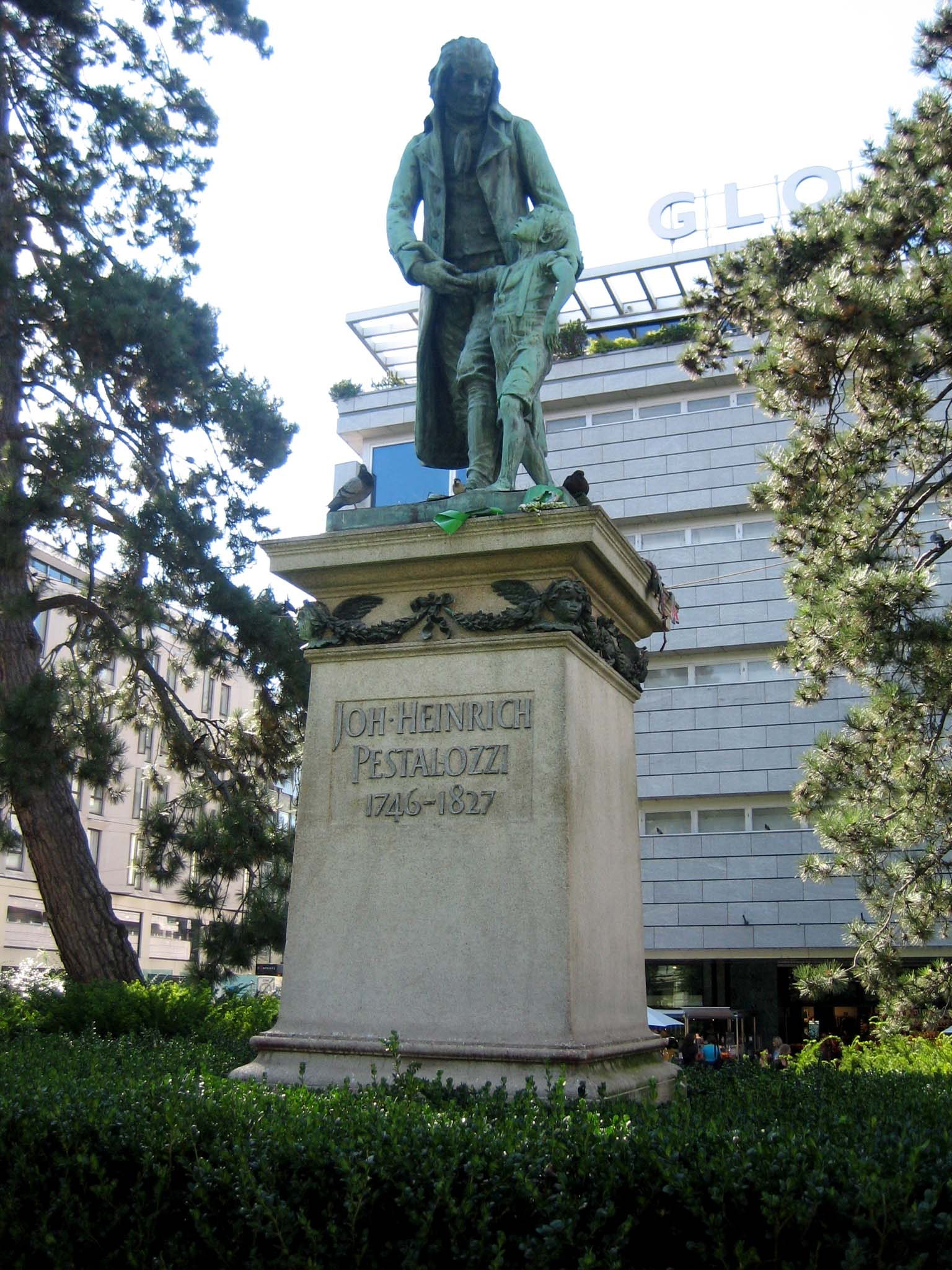
Pestalozzi emlékműve Zürichben

Fél századnál hosszabb munkássága folyamán Pestalozzi számos pedagógiai eszmét vetett fel, ugyanakkor összefüggő, logikusan felépített pedagógiai rendszert sohasem dolgozott ki. A pedagógiában legkorábbi és mindig visszatérő tétele az ember „egyedi helyzetének” meghatározó volta. Az embert meghatározó körülmények szerinte mintegy körkörösen tágulnak, s a legszűkebb, egyúttal pedig a nevelés szempontjából legfontosabb kör a családi környezet („az emberiség házi viszonyai,” vagy későbbi, az anyának a nevelésben betöltött szerepét jobban érzékeltető kifejezésével: „a lakószoba.”
Ennek a körnek mintegy megsokszorozódását jelenti az állam, de ugyaninnen vezet az út a legtágabb körig, az emberi nem egészébe való beilleszkedésig is.
Pestalozzi figyelme a szegényebb néprétegek felé irányul a pedagógiai módszerei mögött meghúzódó gondolatok kifejtésekor is. Kifejti például, hogy – mivel az utóbbiaknak jóval több otthonról hozott előzetes ismeret áll rendelkezésükre – a szegény ember gyermekére tekintettel az oktatás eszközeit részletesebben kell megtervezni és kidolgozni, mint a gazdag ember gyermeke számára.
A Pestalozzi korabeli képességlélektani felfogás szerint az emberi lélekben eleve benne rejlenek az erők és ösztönök, csak kifejlődésükről kell gondoskodni. Ezek az erők: a megismerés, az akarás és a (mai értelemben) képesség. Az emberi lélek erői egymástól függetlenül léteznek, saját törvényszerűségeik szerint fejlődnek. A nevelés lehetősége tehát nem határtalan: a nevelő nem teremtő, hanem inkább kertész, aki csak gondozhatja, illetve nyesegetheti a gondjaira bízott növendék hajlamait.
Pestalozzi elgondolásai alapvető jelentőségűek a gyógypedagógia számára, ugyanis kimondja, hogy hite szerint még a gyengeelméjűben is megvannak a feltételek bizonyos fejlődésre, vannak erői, amelyek bizonyos képzéssel elégségesek az emberhez méltó élet fenntartására. Ennek érdekében Pestalozzi arra törekszik, hogy felkutassa és lélektanilag helyes rendbe állítsa az emberi tudás elemeit. Kiindulópontja a szemlélet: „Az emberi tudás igazi alapja a természet szemlélete, mert ez az emberi megismerés egyetlen alapja.” Mindaz, ami rajta túlmutat, a szemléletből való elvonás.
Pestalozzi módszerének célkitűzése, hogy megtalálja a kellő fokozatosságot, amelyen át az érzéki benyomások a tiszta fogalmak szintjére emelkednek. Az egész koncepció szimbóluma a fa:
„Utánozd a fenséges természet tevékenységét, amely még a hatalmas fa magjából is először is egy szemmel nem látható csírát fakaszt, majd azután az éppen ennyire észrevehetetlen, de naponta és óránként fokozódó növekedés révén kialakítja mindenekelőtt a törzs, azután a főágak, majd a mellékágak sarját, végül a legutolsó gallyacskákat, amelyek a múlandó leveleket tartják.”
Az érzéki benyomástól a szemléleten, majd a képzeten a fogalomig vezető úton Pestalozzi kulcsfontosságot tulajdonít az általa felfedezni vélt „elemi pontoknak,” azaz a szemlélet alkotóelemeiként értelmezett számnak, alaknak és szónak.

## Magyarul megjelent művei
- Útmutatás a számtudomány tanítására. 1. darab. Első fogás. Tudományos rend nélküli való számvetés; Pestalozzi fenekregulái szerént kiad. Talyga István; Weinmüller Ny., Rév-Komárom, 1827
- Henrik Pestalozzi: Lénárd és Gertrud. A szerző életrajzával. Könyv a nép számára 1–3. köt.; ford. Zsengeri Samu; Franklin, Bp., 1878
- Pestalozzi válogatott paedagógiai munkái, 1–4.; ford., jegyz. Zsengeri Samu; fordítói, Bp., 1879–1882 (Paedagógiai remekírók)
- Levelek a kisdednevelésről; ford. Petrich Béla, előszó Kenyeres Elemér; Kisdednevelés, Bp., 1929
- Pestalozzi levele stanzi(sic!) nevelési kísérletéről; ford., bev. Szemere Samu; s. n., Bp., 1932
- Pestalozzi válogatott művei, 1–2.; összeáll. bev., jegyz. Zibolen Endre; Tankönyvkiadó, Bp., 1959 (Neveléstörténeti könyvtár)
- Beszéd, mondatott 1818. január 12-én, 74. születésnapján – In: Pestalozzi válogatott paedagogiai munkái – III. kötet, I. rész – Fordította Zsengeri Samu. – A fordító saját kiadása, Budapest, 1880, 112–227. o. – Online szerkesztő: Orosz Gábor (hozzáférés: 2012. május 16.)
- Válogatott műveiből – In: Pestalozzi válogatott művei I–II. – Tankönyvkiadó, Budapest, 1959 – Online szerkesztő: Orosz Gábor (hozzáférés: 2012. május 16.)

## Emlékezete

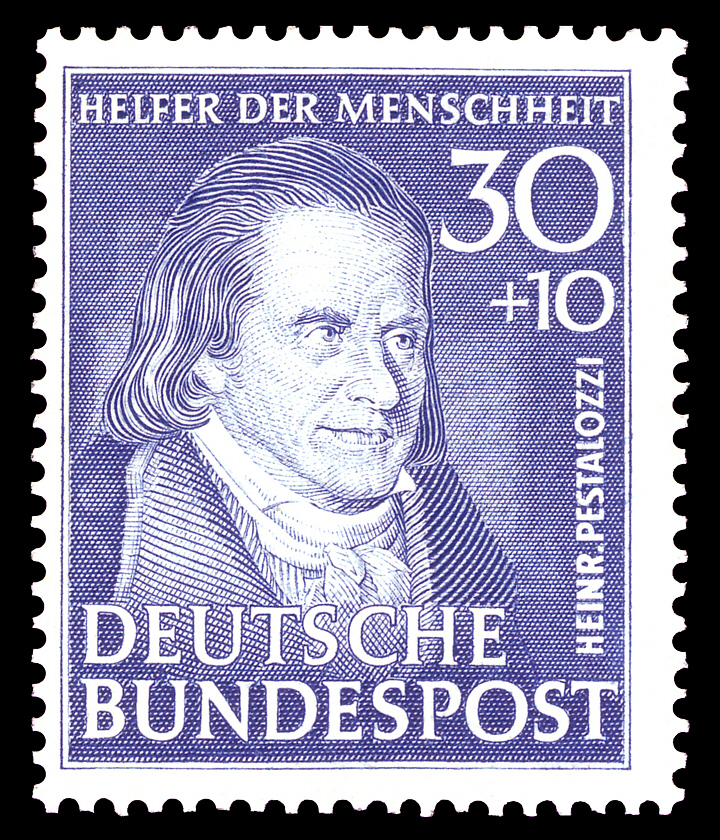
Johann Heinrich Pestalozzi 1951-es német postabélyegen

- Berlinben és Münchenben utca viseli a nevét.
- Zürichben és Yverdonban emlékmű-szobra áll.
- 1951-ben az NSZK postabélyegen arcképével emlékezett meg főműve kiadásának 150. évfordulójáról Az Emberiség segítője sorozat keretében.